# Phlogacanthus
- Commons
- Wikispecies

Phlogacanthus Nees, segundo o Sistema APG II, é um género botânico pertencente à família Acanthaceae.

## Sinonímia
- Cystacanthus T.Anderson
- Diotacanthus Benth.
- Stenothyrsus C.B.Clarke

## Espécies
- Phlogacanthus abbreviatus
- Phlogacanthus albiflorus
- Phlogacanthus annamensis
- Phlogacanthus asperulus
- Phlogacanthus brevis
- «Lista das espécies»

## Nome e referências
Phlogacanthus C.G.D. Nees em Wallich, 1832

## Classificação do gênero
| Sistema | Classificação                       | Referência            |
| ------- | ----------------------------------- | --------------------- |
| APG II  | Ordem Lamiales, família Acanthaceae | APweb, versão 9, 2008 |